# Czas, który pozostał (singel)
Czas, który pozostał – trzeci singel z debiutanckiego albumu Artura Rojka, Składam się z ciągłych powtórzeń.

## Notowania
- Lista Przebojów Trójki: 1[2]
- Lista RFN - Muzo.fm: 1[3]
- Przebojowa Lista Radio Via (Rzeszów): 5[4]
- Lista Przebojów Radia Katowice: 6[5]
- Lista Przebojów Radia Merkury: 9[6]